# Absolutely Live (album Roda Stewarta)
Absolutely Live – drugi album koncertowy angielskiego piosenkarza rockowego Roda Stewarta wydany w 1982 roku przez wytwórnię płytową Warner Bros. Album został wydany jako podwójny LP, a następnie na płycie CD z pominięciem utworów „The Great Pretender” i „Guess I'll Always Love You”.

## Lista utworów
Strona pierwsza
1. „The Stripper”  – 0:10
2. „Tonight I'm Yours”  – 4:10
3. „Sweet Little Rock And Roller”  – 4:25
4. „Hot Legs”  – 4:52
5. „Tonight's The Night (Gonna Be Alright)  – 4:23
6. „The Great Pretender”  – 3:52

Strona druga
1. „Passion”  – 5:04
2. „She Won't Dance With Me / Little Queenie”  – 4:34
3. „You're In My Heart ”  – 4:34
4. „Rock My Plimsoul”  – 4:24

Strona trzecia
1. „Young Turks”  – 5:28
2. „Guess I'll Always Love You”  – 4:58
3. „Gasoline Alley”  – 2:15
4. „Maggie May”  – 5:08
5. „Tear It Up”  – 3:26

Strona czwarta
1. „Da Ya Think I'm Sexy?”  – 6:04
2. „Sailing”  – 4:45
3. „I Don't Want To Talk About It”  – 4:34
4. „Stay with Me” – 5:34